# Сімона Фейсі
Сімона Фейсі (англ. Simone Facey, нар. 7 травня 1985) — ямайська спринтерка, срібна призерка Олімпійських ігор 2016 року, чемпіонка світу.

## Виступи на Олімпіадах
| Олімпіада           | Дисципліна            | Місце |
| ------------------- | --------------------- | ----- |
| Ріо-де-Жанейро 2016 | 200 метрів            | 11    |
| Ріо-де-Жанейро 2016 | естафета 4×100 метрів | 2     |

## Зовнішні посилання
- Сімона Фейсі Профіль у IAAF (англ.)
- Сімона Фейсі — олімпійська статистика на сайті Sports-Reference.com (англ.) (архівна версія)